# ヒル・ペレス
ギル＝ヒル・ペレス（スペイン語: Gil-Hil Pérez、生没年不詳）はスペイン領東インドの兵士。1593年に、スペイン領東インドから、ヌエバ・エスパーニャへと瞬間移動したと言う伝説が残っている。

## 来歴
1593年、ヒル・ペレスは、スペインの兵士として、当時スペイン領東インドの総督ゴメス・ペレス・ダスマリニャスの官邸の警備を行っていた。しかし、中国人の海賊団により暗殺。しかし、ペレス達はそのまま新総督の任命を待ち続け、警備を続けていた。しかし、めまいと疲れを感じ、壁に寄りかかり、少し休憩をとった。数秒経ち目を開けると、見覚えない場所にいた。しばらく歩くと、そこはヌエバ・エスパーニャだという事に気がつく。ヌエバ・エスパーニャの兵士達が自分達と違う制服を来ている事に気がつき、何者なのかを調査し始める。その後、悪魔の下僕であるという嫌疑で投獄したが、数カ月後、ガレオン船でスペイン領東インドから、ヌエバ・エスパーニャへと辿り着いたという乗客が、ペレスを見かけたと証言し、その後、刑務所から釈放され、家に帰る事を許された。